# Регель, Альберт Эдуардович
Регель Альберт Эдуардович (Иоанн-Альберт Регель; 12 декабря 1845, Цюрих, Швейцария — 6 июля 1908, Одесса, Российская империя) — российский ботаник, путешественник по Средней Азии.

## Биография
Родился в семье ботаника немецкого происхождения Эдуарда Людвиговича Регеля. Получил медицинское образование в Дерптском университете.
В 1875 году был назначен врачом в г. Кульджу Семиреченской области, с 1876 года служил чиновником особых поручений Кульджинской канцелярии при Семиреченском военном губернаторе. Там занялся изучением местной флоры.
В 1876-84 годах Регель совершил ряд путешествий по Средней Азии. В частности, летом 1882 года Регель совершил дерзкое путешествие на Памир и стал первым европейцем, посетившим озеро Шива. В этом путешествии Регель был хорошо принят правителем Шугнана Юсуф-Али-Ханом и пользовался его гостеприимством. Афганский эмир Абдур-Рахман, узнав о пребывании путешественника в Бар-Пяндже (столице Шугнана), заподозрил, что правитель Шугнана ведёт переговоры с русскими о вступлении Шугнана под протекторат России. Тогда Абдур-Рахман командировал начальника своей кавалерии Гульзар-Хана к Юсуф-Али-Хану. На этого посланника была возложена миссия уговорить правителя Шугнана немедленно выпроводить Регеля. В Бар-Пяндже у афганца произошла крупная ссора с Регелем и, хотя Юсуф-Али-Хан помирил их, но Регель был вынужден покинуть Шугнан. Впоследствии правитель Шугнана Юсуф-Али-хан был казнен Абдур-Рахманом за гостеприимство, оказанное Регелю.
В путешествиях Регель собрал множество насекомых, растений, чучел птиц и животных.

## Виды растений, названные в честь А. Э. Регеля
Именем Альберта Регеля названы многие виды растений, в том числе описанные отцом исследователя — Эдуардом Регелем:
- акантолимон Альберта (Acantholimon alberti Regel)
- бодяк Альберта (Cirsium alberti Regel & Schmalh.)
- гусиный лук Альберта (Gagea alberti Regel)
- ирис Альберта или касатик Альберта (Iris alberti Regel)
- клён Регеля (Acer regelii Pax) или клён опушенный (Acer pubescens Franch.)
- козелец Альберта Регеля (Scorzonera albertoregelia C. Winkl.)
- кузиния Альберта Регеля (Cousinia albertoregelia C. Winkl.)
- лук Регеля (Allium regelii Trautv.)
- лютик Альберта (Ranunculus alberti Regel & Schmalh.)
- мятлик Альберта (Poa alberti Regel)
- остролодочник Альберта Регеля (Oxytropis alberti-regelii Vass.)
- пентанема Альберта-Регеля (Pentanema albertoregelia (C. Winkl.) Gorschk)
- тюльпан Альберта (Tulipa alberti Regel)
- эминиум Альберта (Eminium alberti (Regel) Engl. ex B. Fedtsch.)
- эремурус Альберта (Eremurus alberti Regel)
- шиповник Альберта (Rosa alberti Regel)

## Труды
- Регель А. Э. Ботаническая экскурсия от Ташкента до Кульджи Туркестанские ведомости. 1878. 10-13.
- Регель А. Э. 1881—1884. Отчет о географических результатах поездок к верховьям Аму-Дарьи за 1881-83 гг. С приложением маршрутов 1882—1884 гг. — Архив РГО. — Р. 65, оп. 1. № 7 — 77с.
- Регель А. Э. 1882. Поездка в Каратегин и Дарваз // Изв. РГО. — т. 15, вып. 2 — c. 137—141.
- Регель А. Э. 1884. Путешествие в Шугнан // TВ. — N17. — c. 66-67.
- Регель А. Э. 1884. Путешествие в Шугнан // Изв. РГО. — т. 20. вып. 3. — c. 268—274.